# Coupe de France 1982/83
Het seizoen 1982/83 was het 66e seizoen van de Coupe de France in het voetbal. Het toernooi werd georganiseerd door de Franse voetbalbond.
Dit seizoen namen er 3280 clubs deel (101 meer dan de record deelname uit het vorige seizoen). De competitie ging in de zomer van 1982 van start en eindigde op 11 juni 1983 met de finale in het Parc des Princes in Parijs. De finale werd gespeeld tussen bekerhouder Paris Saint-Germain (voor de tweede keer finalist) en FC Nantes (voor de vijfde keer finalist). Paris Saint-Germain veroverde voor de tweede keer de beker door FC Nantes met 3-2 te verslaan.
Als bekerwinnaar vertegenwoordigde Paris Saint-Germain Frankrijk in de Europacup II 1983/84.

## Uitslagen

### 1/32 finale
De 20 clubs van de Division 1 kwamen in deze ronde voor het eerst in actie. Dit seizoen bereikte één club uit de Franse overzeese gebieden de landelijke eindronden, uit Martinique nam Club Franciscain deel. De wedstrijden werden op 12, 13 en 20 februari gespeeld.
| Winnaar             | Uitslag      | Verliezer         |
| ------------------- | ------------ | ----------------- |
| Paris Saint-Germain | 2-0          | ECAC Chaumont     |
| FC Nantes           | 1-0          | US Melun          |
| Tours FC            | 0-0 ns (3-0) | Chamois Niort FC  |
| Lille OSC           | 2-0          | SC Hazebrouck     |
| Brest Armorique     | 3-0          | Stade Poitiers    |
| Racing Paris 1      | 2-0          | ES Viry-Châtillon |
| EA Guingamp         | 1-0          | SCO Angers        |
| FC Rouen            | 2-1 nv       | LB Châteauroux    |
| RC Strasbourg       | 2-0          | CS Thonon         |
| Girondins Bordeaux  | 4-0          | ES La Rochelle    |
| Olympique Lyon      | 3-2          | FC Sochaux        |
| FC Martigues        | 2-1          | INF Vichy         |
| AS Monaco           | 0-0 ns (5-4) | AS Cannes         |
| Gazélec FCO Ajaccio | 5-1          | Club Franciscain  |
| Stade Laval         | 2-0          | Olympique Nîmes   |
| Toulouse FC         | 1-0          | Stade Rennes      |

| Winnaar             | Uitslag      | Verliezer          |
| ------------------- | ------------ | ------------------ |
| SC Abbeville        | 1-0          | US Dunkerque       |
| US Baume-les-Dames  | 2-1 nv       | Cercle Dijon       |
| Olympique Marseille | 2-1          | Limoges FC         |
| SEC Bastia          | 0-0 ns (4-1) | SC Orange          |
| FC Metz             | 3-0          | Stade Reims        |
| FC Neufchâteau      | 2-1          | Red Star Paris     |
| FC Lorient          | 3-0          | UES Montmorillon   |
| FC La Roche-sur-Yon | 2-1          | AS Libourne        |
| US Maubeuge         | 2-0          | Calais RUFC        |
| RC Lens             | 1-0 nv       | AS Grenoble        |
| RC Paris            | 2-1          | AC Cambrai         |
| AS Saint-Étienne    | 1-0          | AJ Auxerre         |
| FC Mulhouse         | 1-0          | US Tavaux-Damparis |
| Sporting Toulon     | 2-1 nv       | FC Sète            |
| AS Nancy            | 2-0          | CO Saint-Dizier    |
| Le Havre AC         | 3-1          | US Orléans         |

### 1/16 finale
De heenwedstrijden op 5 maart gespeeld, de terugwedstrijden op 12 maart.
 * = eerst thuis 
| Winnaar               | Uitslag  | Verliezer             |
| --------------------- | -------- | --------------------- |
| Paris Saint-Germain * | 2-0, 0-1 | SC Abbeville          |
| FC Nantes             | 4-0, 7-1 | US Baume-les-Dames *  |
| Tours FC *            | 3-0, 1-2 | Olympique Marseille   |
| Lille OSC             | 1-0, 1-0 | SEC Bastia *          |
| Brest Armorique *     | 1-1, 3-0 | FC Metz               |
| Racing Paris 1        | 2-0, 5-0 | FC Neufchâteau *      |
| EA Guingamp           | 3-0, 4-1 | FC Lorient *          |
| FC Rouen              | 1-1, 4-0 | FC La Roche-sur-Yon * |

| Winnaar             | Uitslag           | Verliezer          |
| ------------------- | ----------------- | ------------------ |
| RC Strasbourg       | 2-1, 1-1          | US Maubeuge *      |
| Girondins Bordeaux  | 0-1, 2-0          | RC Lens *          |
| Olympique Lyon      | 0-0, 3-2          | RC Paris *         |
| FC Martigues        | 3-0, 0-3 ns (4-3) | AS Saint-Étienne * |
| AS Monaco           | 1-0, 2-0          | FC Mulhouse *      |
| Gazélec FCO Ajaccio | 0-1, 2-0          | Sporting Toulon *  |
| Stade Laval         | 1-1, 1-0          | AS Nancy *         |
| Toulouse FC *       | 1-1, 1-1 ns (4-2) | Le Havre AC        |

### 1/8 finale
De heenwedstrijden werden op 5 april gespeeld, de terugwedstrijden op 15 april.
 * = eerst thuis 
| Winnaar             | Uitslag  | Verliezer            |
| ------------------- | -------- | -------------------- |
| Paris Saint-Germain | 2-0, 5-2 | RC Strasbourg *      |
| FC Nantes           | 0-0, 4-0 | Girondins Bordeaux * |
| Tours FC *          | 2-0, 2-3 | Olympique Lyon       |
| Lille OSC           | 1-2, 2-0 | FC Martigues *       |

| Winnaar           | Uitslag           | Verliezer           |
| ----------------- | ----------------- | ------------------- |
| Brest Armorique * | 4-1, 0-1          | AS Monaco           |
| Racing Paris 1 *  | 3-0, 0-1          | Gazélec FCO Ajaccio |
| EA Guingamp       | 0-0, 0-0 ns (4-2) | Stade Laval *       |
| FC Rouen *        | 2-1, 0-0          | Toulouse FC         |

### Kwartfinale
De heenwedstrijden werden op 3 mei gespeeld, de terugwedstrijden op 10 mei.
 * = eerst thuis 
| Winnaar             | Uitslag  | Verliezer         |
| ------------------- | -------- | ----------------- |
| Paris Saint-Germain | 1-2, 2-0 | Brest Armorique * |
| FC Nantes           | 2-2, 1-0 | Racing Paris 1 *  |
| Tours FC            | 1-1, 3-1 | EA Guingamp *     |
| Lille OSC *         | 2-0, 0-1 | FC Rouen          |

### Halve finale
De wedstrijden werden op 27 mei en 7 juni gespeeld.
 * = eerst thuis 
| Winnaar               | Uitslag  | Verliezer   |
| --------------------- | -------- | ----------- |
| Paris Saint-Germain * | 4-0, 3-3 | Tours FC    |
| FC Nantes             | 1-0, 1-1 | Lille OSC * |

### Finale
|              |                                                        |       |                                      |                                                                              |
| 11 juni 1983 | Paris Saint-Germain                                    | 3 – 2 | FC Nantes                            | Parc des Princes, Parijs Toeschouwers: 46.203 Scheidsrechter: Michel Vautrot |
| 11 juni 1983 | Pascal Zaremba 3' Safet Sušić 65' Nambatingue Toko 82' |       | 17' Bruno Baronchelli 40' José Touré | Parc des Princes, Parijs Toeschouwers: 46.203 Scheidsrechter: Michel Vautrot |

1917/18 · 1918/19 · 1919/20 · 1920/21 · 1921/22 · 1922/23 · 1923/24 · 1924/25 · 1925/26 · 1926/27 · 1927/28 · 1928/29 · 1929/30 · 1930/31 · 1931/32 · 1932/33 · 1933/34 · 1934/35 · 1935/36 · 1936/37 · 1937/38 · 1938/39 · 1939/40 · 1940/41 · 1941/42 · 1942/43 · 1943/44 · 1944/45 · 1945/46 · 1946/47 · 1947/48 · 1948/49 · 1949/50 · 1950/51 · 1951/52 · 1952/53 · 1953/54 · 1954/55 · 1955/56 · 1956/57 · 1957/58 · 1958/59 · 1959/60 · 1960/61 · 1961/62 · 1962/63 · 1963/64 · 1964/65 · 1965/66 · 1966/67 · 1967/68 · 1968/69 · 1969/70 · 1970/71 · 1971/72 · 1972/73 · 1973/74 · 1974/75 · 1975/76 · 1976/77 · 1977/78 · 1978/79 · 1979/80 · 1980/81 · 1981/82 · 1982/83 · 1983/84 · 1984/85 · 1985/86 · 1986/87 · 1987/88 · 1988/89 · 1989/90 · 1990/91 · 1991/92 · 1992/93 · 1993/94 · 1994/95 · 1995/96 · 1996/97 · 1997/98 · 1998/99 · 1999/00 · 2000/01 · 2001/02 · 2002/03 · 2003/04 · 2004/05 · 2005/06 · 2006/07 · 2007/08 · 2008/09 · 2009/10 · 2010/11 · 2011/12 · 2012/13 · 2013/14 · 2014/15 · 2015/16 · 2016/17 · 2017/18 · 2018/19 · 2019/20 · 2020/21 · 
2021/22 · 2022/23 · 2023/24 · 2024/25 ·